# Carl Smulders
Carl Antoon Smulders (Maastricht, Países Bajos, 8 de mayo de 1863-Lieja, Belgica, 21 de abril de 1934) fue un crítico y compositor neerlandés.
Estudió al Conservatorio de Lieja y el 1891 logró el 2.º Premio de Roma junto con su compañero Guillaume Lekeu por su cantata Andromède, siendo después nombrado profesor de aquel centro.
Entre sus composiciones cabe destacar sus dos Conciertos para piano; los poemas sinfónicos Adiós, ausencia, regreso; Canto de amor, y La aurora, el día y el crepúsculo; sonatas para violín; melodías hebreas para violonchelo y orquesta; melodías vocales; coros para voces mixtas y masculinas, y piezas para piano.